# Marie-Angélique Savané
Marie-Angélique Savané, nascuda com a Marie-Angélique Sagna, (Dakar, 2 de novembre de 1947) és una sociòloga i feminista senegalesa, que ha estat «una defensora extremadament activa de les reformes legals i socials a la societat senegalesa en nom de les dones», segons el Dictionary of African Biography. Se l'ha reconegut com una de les pioneres del feminisme a l'Àfrica.

## Trajectòria
Nascuda en el bressol d'una família catòlica, va ser redactor en cap de la revista Famille et Développement ("Família i desenvolupament"), una publicació d'autoajuda de l'Àfrica subsahariana, entre 1974 i 1978. Durant el seu mandat, va traslladar la revista d'un punt de vista occidental a un punt de vista africà, «ajudant els africans a ajudar-se». Savané va treballar per a les Nacions Unides i durant molts anys com a consultora de diverses de les seves organitzacions. També va ser cofundadora de l'Associació de Dones Africanes per a la Recerca.

## Vida personal
Està casada amb Landing Savané (nascut el 1945), un polític d'esquerra senegalès, secretari general del partit polític And-Jëf/Partit Africà per a la Democràcia i el Socialisme (And-Jëf/PADS). Són els pares del jugador de bàsquet professional Sitapha Savané.